# Benoît Barbotin
Pour les articles homonymes, voir Barbotin (homonymie).
Benoît Barbotin (1793-1871) était capitaine de vaisseau de la marine française, rescapé de La Méduse. Il est l'inventeur de la cloche d'engrenage du cabestan (ou guindeau), appelée depuis communément le barbotin, imprimé à la forme exacte des mailles de chaîne et servant à entraîner celle-ci en montée ou en descente.
Il est enterré au cimetière de Saint-Louis à Rochefort en Charente-Maritime.

## Contexte de l'invention
Initialement les grands navires de la marine à voile utilisaient pour leurs ancres des câbles en chanvre toronné, que l'on relevait en l'enroulant sur un treuil à axe vertical (guindeau ou cabestan) manœuvré à bras d'hommes.
Les chaînes d'ancre avaient de nombreux avantages: résistance beaucoup plus grande, imputrescibilité et poids de la chaine qui, en faisant un arc de courbe en chaînette entre le navire et l'ancre permet d'amortir les à-coups de traction et d'améliorer la tenue de l'ancre et la sécurité du navire.
Toutefois la chaîne ne pouvait pas s'enrouler correctement sur la poupée du cabestan et pour remonter l'ancre il fallait frapper (fixer) un cordage sur le maillon au niveau de l'eau puis embraquer ce cordage et recommencer autant de fois que nécessaire pour déraper l'ancre du fond, opération très longue et fastidieuse dénommée "faire Marguerite" par les matelots. L'invention de la couronne à empreinte par Benoît Barbotin simplifia énormément l'opération et son nom fut donné, par antonomase à la pièce mécanique.